# Temple d'Antonin et Faustine
|                           |  |                               |
| Buste d'Antonin le Pieux. |  | Buste de Faustine l'Ancienne. |

Le temple d'Antonin et Faustine (en latin : Templum Antonini et Faustinæ) est un temple romain situé sur le côté nord de la Via Sacra à l'entrée du Forum Romain. Il a été construit par Antonin le Pieux en l'honneur de son épouse déifiée, l'impératrice Faustine, décédée en 141. Le temple est dédié une deuxième fois après la mort et la déification d'Antonin le Pieux en 161.

## Localisation
Le temple est construit le long de la Via Sacra, juste à l'est de la basilique Aemilia, au nord de l'antique Regia (voir le plan).

## Histoire

### Antiquité
Le temple est construit en 141 apr. J.-C. sur décret du Sénat. Antonin le Pieux le dédie au culte de sa défunte épouse Faustine qui a été déifiée comme le montre l'inscription dédicatoire sur l'architrave (DIVAE • FAUSTINAE • EX • S • C). À la mort de l'empereur, en 161, le temple est de nouveau dédié, cette fois en l'honneur d'Antonin le Pieux et de Faustine, à l'instigation de Marc Aurèle. La première ligne de l’inscription dédicatoire mentionnant le nom de l'empereur défunt est ajoutée à cette occasion sur la frise de l'entablement,,.
Des statues honorifiques sont placées dans le temple, en l'honneur de Titus Pomponius Proculus Vitrasius Pollio en 176, de Marcus Bassaeus Rufus peu après et de Gallienus Saloninus vers le milieu du IIIe siècle.

### Moyen Âge
Le temple doit sa relative bonne conservation à sa transformation en église durant le haut Moyen Âge. En effet, l'église San Lorenzo in Miranda est installée dans la cella du temple au cours des VIIe et VIIIe siècles, mais son existence n'est attestée que depuis le XIe siècle, mentionnée dans le Mirabilia Urbis Romae. Les traces obliques encore visibles aujourd'hui sur les fûts des colonnes auraient été laissées lors d'une tentative d'abattre le portique pour récupérer les matériaux ou pour détruire ce qui restait d'un temple païen. Au moment de la construction de l'église, le terrain est plus haut d'environ douze mètres par rapport à son niveau antique et les colonnes, constituées d'un seul bloc, sont en partie enterrées.
Par décret (bulle apostolique) du 8 mars 1429 ou 1430, le pape Martin V concède l'église à l'Universitas Aromatorium (le Nobile Collegio  des chimistes et herboristes de la Ville de Rome), à qui, par le même décret, il confère le titre de « Noble Collège », que cette université privée a porté depuis et jusqu'à nos jours. Des chapelles latérales sont ajoutées. En 1536, l'église est en partie restructurée afin de valoriser l'aspect de l'ancien temple, et ce avant la visite de l'empereur Charles Quint à Rome. L'église visible aujourd'hui est encore remodelée en 1602 par l'architecte Orazio Torriani, avec une seule nef centrale et de nouvelles chapelles latérales, à un niveau surélevé de plusieurs mètres du fait de l'ensablement progressif de la zone du Forum.

### Époque moderne
Des fouilles archéologiques sont entreprises en 1546, en 1810 puis à intervalles de temps régulier depuis 1876. Elles ont permis de dégager le temple qui était partiellement enterré, rendant l'accès impossible à l'église par la porte en bronze qui donne du côté de la Via Sacra, étant donné qu'il y a une différence de niveau de six mètres environ par rapport au sol du pronaos, et de douze mètres par rapport à la Via Sacra, et l'entrée actuelle se trouve située sur son latéral gauche.
Les fouilles ont mis au jour non loin du temple une nécropole archaïque datant du Xe siècle av. J.-C., baptisée Nécropole du temple d'Antonin et Faustine.

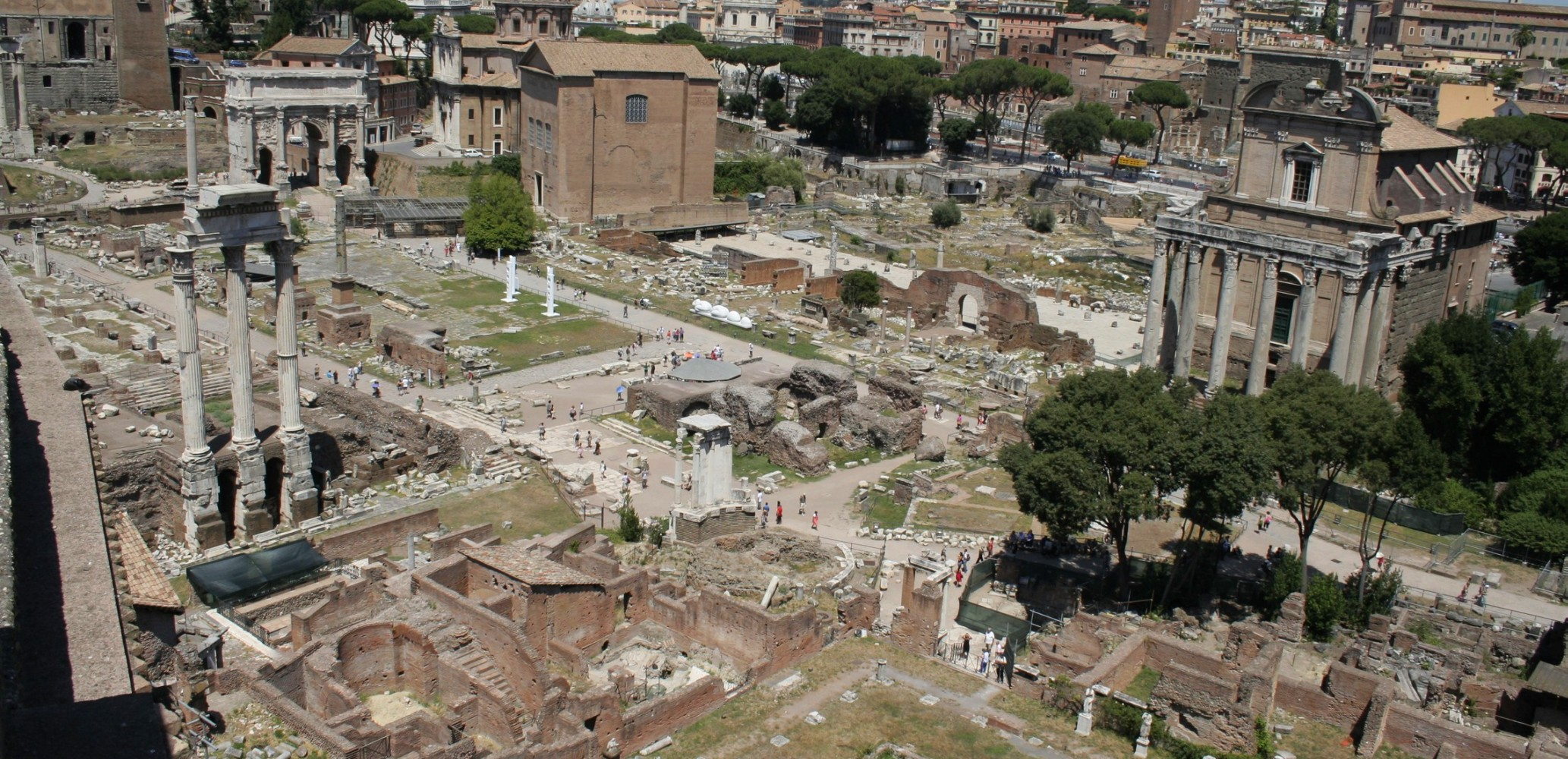
Vue générale de la partie orientale du Forum avec le temple d'Antonin et Faustine à droite.
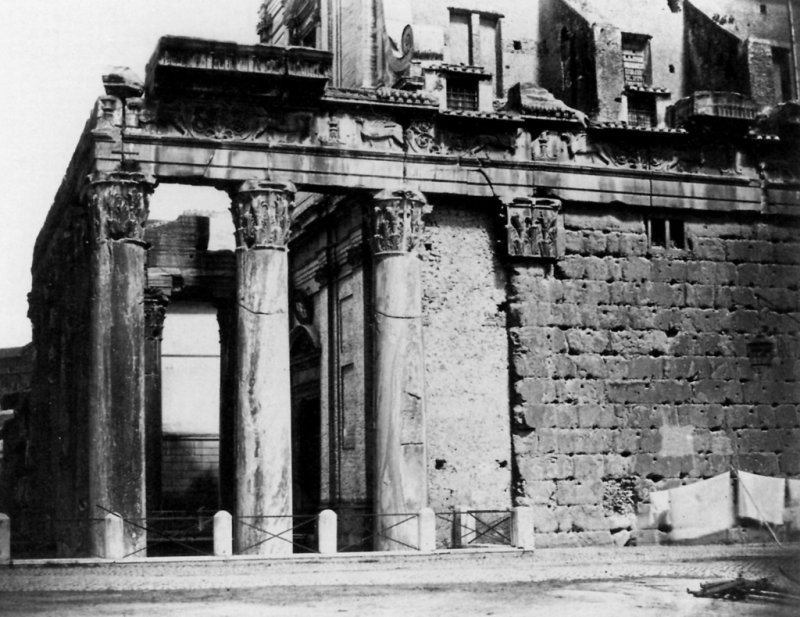
Le temple en 1860, le niveau du sol correspond au niveau de la porte en bronze de l'église.
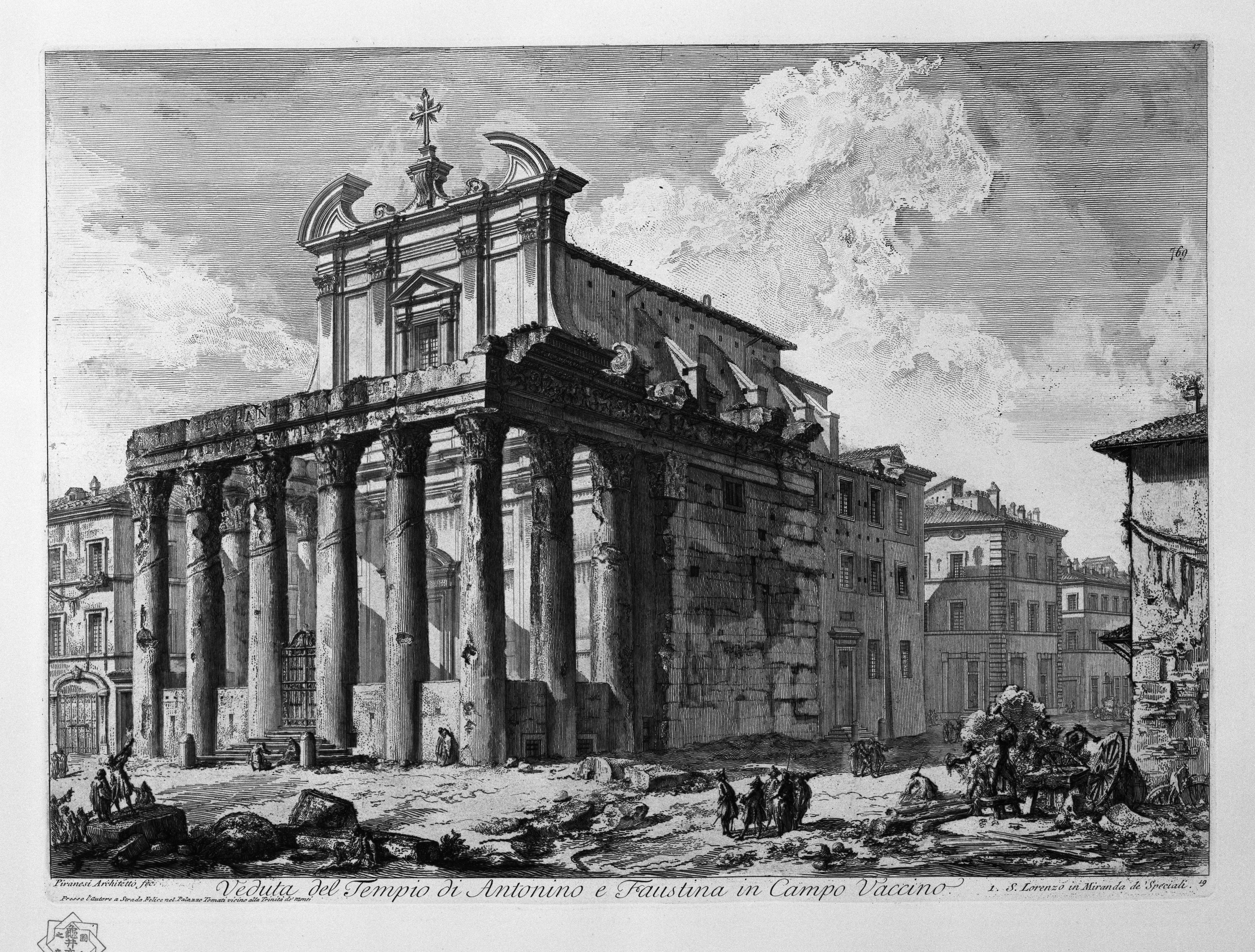
Le temple au XVIIIe siècle sur une gravure du Piranèse.

### Vestiges
Aujourd'hui, il reste toutes les colonnes du pronaos. En plus des traces laissées par les cordes sur les fûts, on peut voir des graffitis chrétiens datés pour les plus anciens du IVe siècle et une représentation d'Hercule et du Lion de Némée, sujet inspiré de statues qui devaient se trouver aux alentours. L'escalier antique a été remplacé par une construction plus récente en brique. On peut voir des vestiges des murs de la cella en pépérin, à l'intérieur de l'église. La frise et l'architrave de l'entablement ont en partie survécu mais il reste très peu de vestiges de la corniche.

## Description

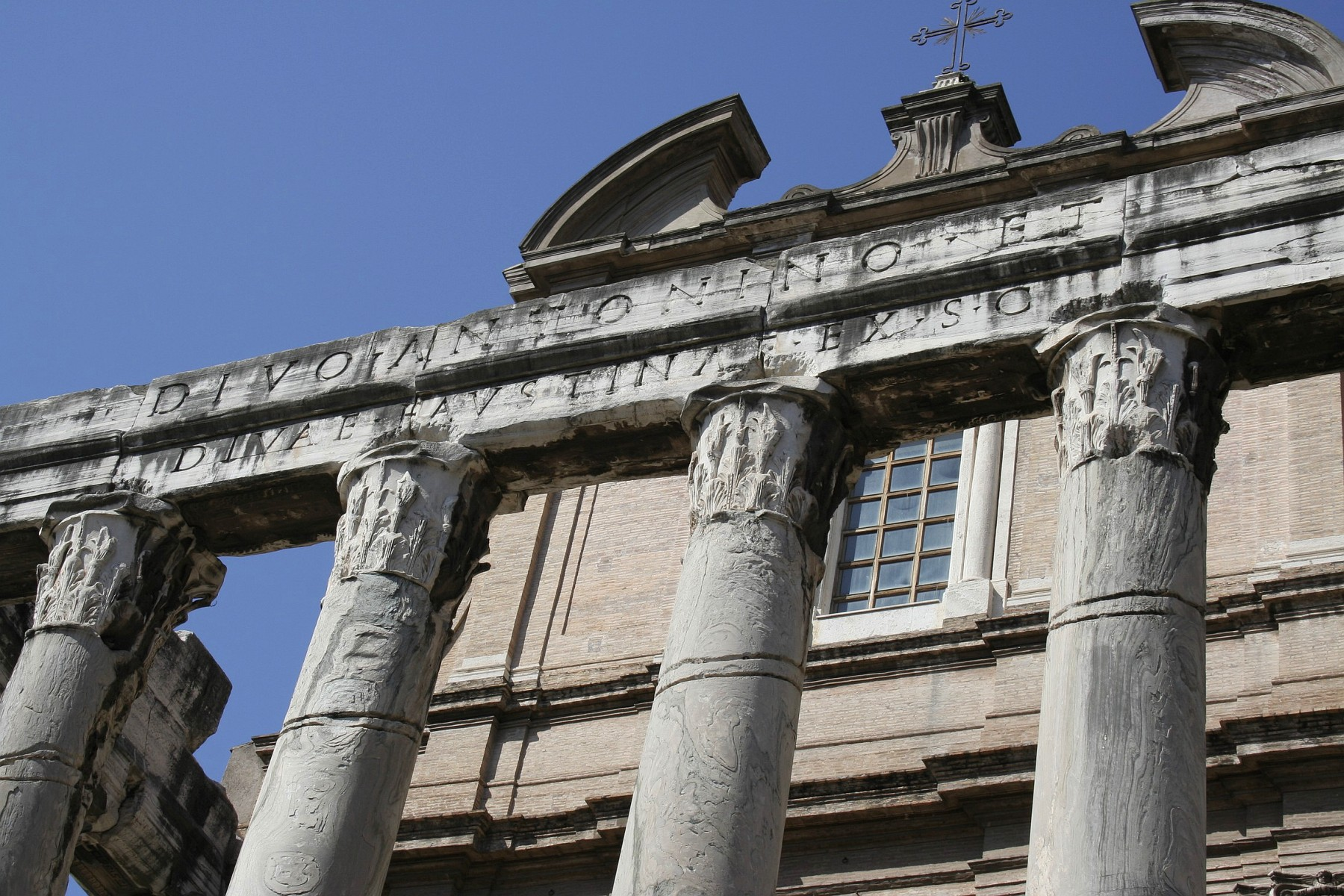
Détail de l'entablement avec l'inscription dédicatoire.

### Architecture extérieure
Le temple s'élève sur un grand podium constitué de blocs de tuf. Un autel en brique recouvert de marbre est construit au milieu des marches de l'escalier qui relie le pronaos à la Via Sacra.
Le temple est prostyle hexastyle avec deux colonnes latérales et des piliers engagés dans le mur extérieur de la cella qui sont recouverts de plaques de marbre blanc. Les colonnes corinthiennes sont en marbre cipolin et font 17 mètres de haut pour 1,5 mètre de diamètre à la base. Les chapiteaux de marbre blanc supportent un entablement en marbre blanc également. La frise est ornée de motifs végétaux, de griffons et d'instruments de sacrifice. Le faîte du fronton est orné d'un quadrige tandis que des Victoires se dressent à chaque angle.

### Inscription
L'inscription dédicatoire est divisée en deux parties. La première ligne, ajoutée après, est taillée sur la frise du temple. La deuxième ligne, mais la première à avoir été inscrite, est taillée sur l'architrave. On peut lire :
| DIVO • ANTONINO • ET DIVAE • FAVSTINAE • EX • S • C                                                                                   |
| « [Ce temple a été construit en l'honneur du] divin Antonin et la divine Faustine sur décret du Sénat (S•C pour senatus-consultum). » |

### Intérieur
La cella, construite avec des blocs de pépérin disposés en opus quadratum, abrite les statues colossales de l'empereur et de son épouse dont des fragments seulement ont été retrouvés,.

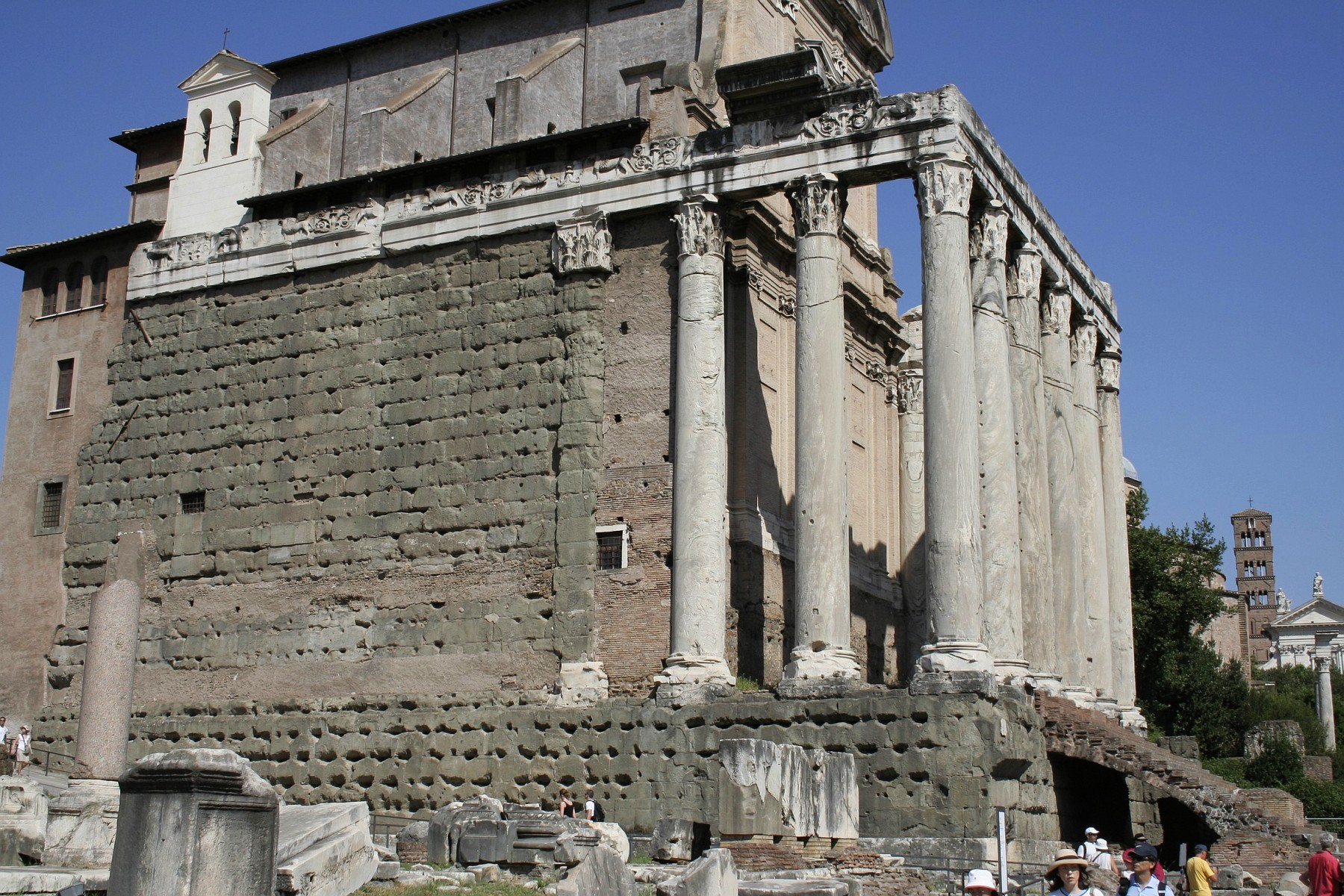
Le temple vu depuis le Forum Romain.
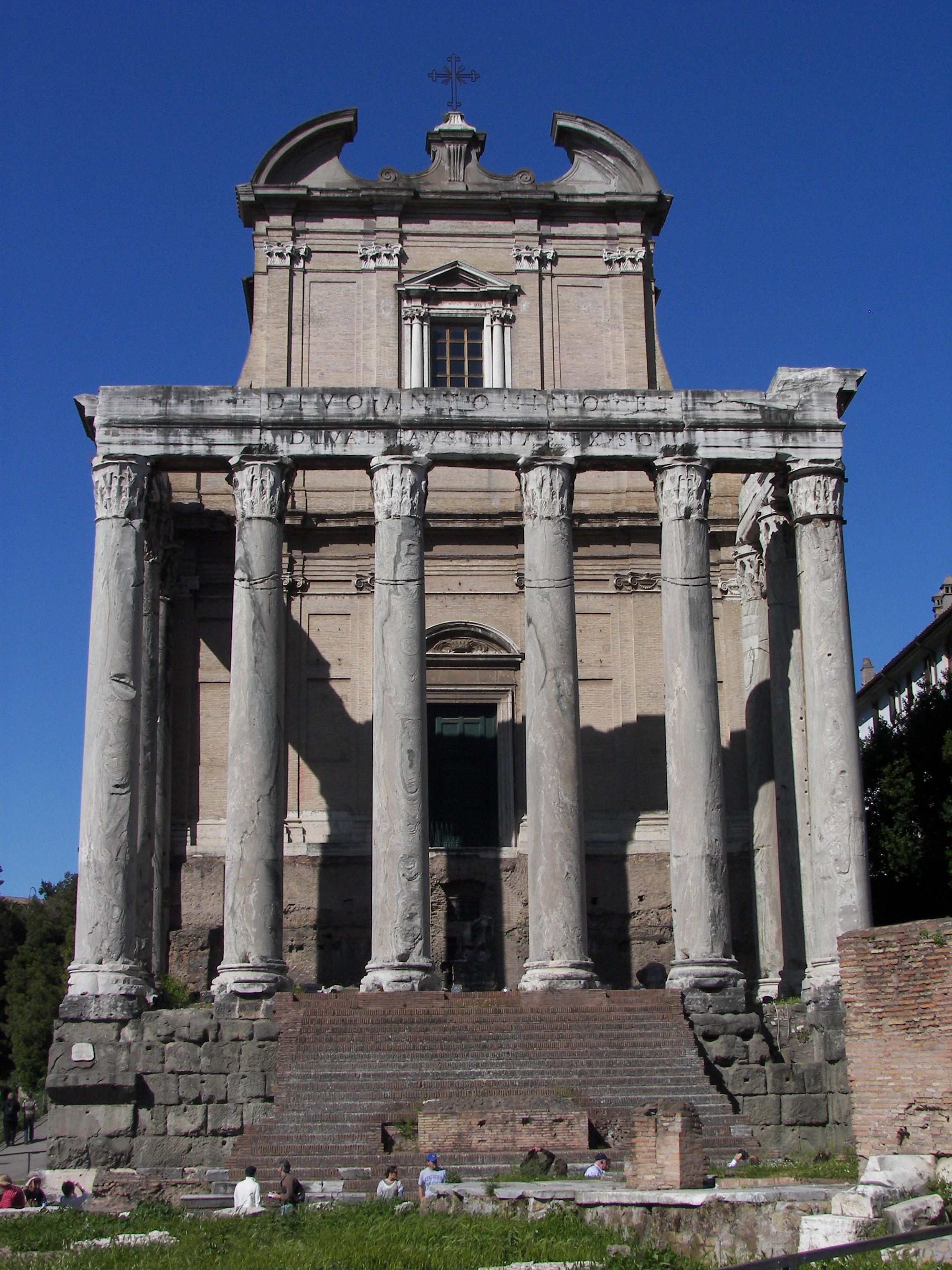
Le temple vu de face.
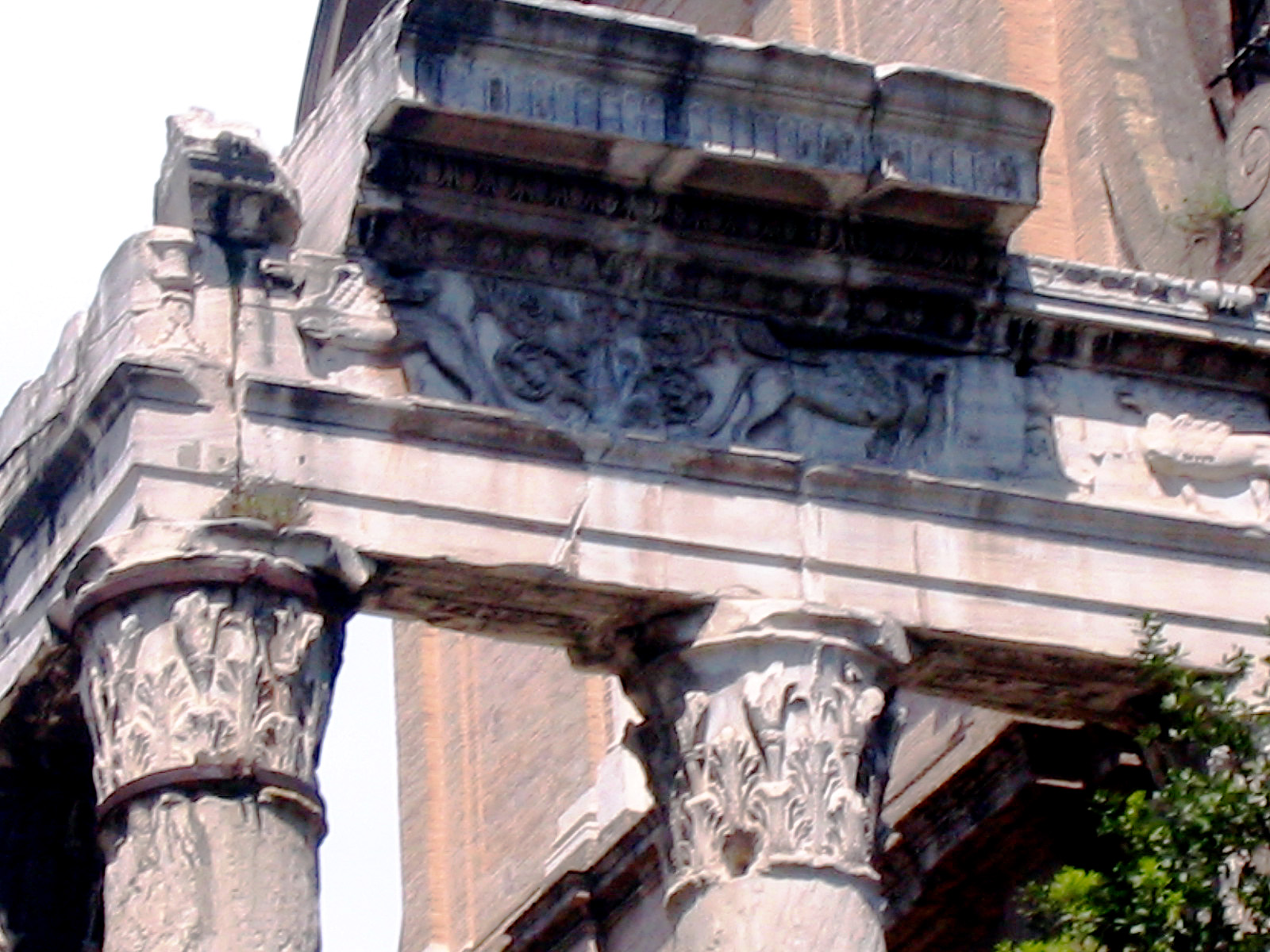
Détail de l'entablement avec les différents motifs.

### Ouvrages généraux
- Luc Duret et Jean-Paul Néraudau, Urbanisme et métamorphose de la Rome antique, Les Belles Lettres, coll. « Realia », 2001
- (en) Samuel Ball Platner et Thomas Ashby, A topographical dictionary of Ancient Rome, Londres, Oxford University Press, 1929, 608 p.
- Marie-José Kardos, Lexique de topographie romaine : Topographie de Rome II, Éditions L'Harmattan, 2003, 392 p.
- (en) Filippo Coarelli, Rome and environs : an archaeological guide, University of California Press, 2007, 555 p. (ISBN 978-0-520-07961-8, lire en ligne)

### Ouvrages sur le temple
- (it) A. Cassatella, « Antonini divi et Faustinae divae templum », dans Eva Margareta Steinby (dir.), Lexicon Topographicum Urbis Romae : Volume Primo A - C, Edizioni Quasar, 1993, 480 p. (ISBN 88-7097-019-1), p. 47
- (it) Patrizio Pensabene, « Programmi decorativi e architettura del tempio di Antonino e Faustina al Foro Romano », dans Lidiano Bacchielli et Margherita Bonanno Aravantinos, Scritti di antichità in memoria di Sandro Stucchi : la Cirenaica, la Grecia e l'Oriente mediterraneo, « L'Erma » di Bretschneider, 1996, 360 p., p. 239-270